# لاكوجدة (كياشهر)
لاکوجدة (بالفارسية: لاکوژده) هي قرية تقع في إيران في قسم کیاشهر الريفي. يقدر عدد سكانها بـ 574 نسمة بحسب إحصاء 2016.